# Archipiélago (película)
Archipiélago es una película chileno-española de 1992, dirigida por el cineasta chileno Pablo Perelman, estrenada durante el mes de mayo en el Festival de Cannes, donde fue seleccionada en la semana de la crítica, y en Chile el 2 de octubre del mismo año. Fue rodada en Santiago de Chile y en el Archipiélago de Chiloé, y cuenta con la actuación del cantautor Eduardo Gatti, así como de varios reconocidos actores nacionales, como Héctor Noguera, Elsa Poblete y Amparo Noguera, entre otros.

## Sinopsis
Un arquitecto recibe un balazo en la frente, durante una reunión política clandestina en plena dictadura militar, efectuada en un edificio poblacional que él mismo diseñó. Entonces comenzará un viaje agónico entre la realidad y la ilusión, donde se imaginará estar en Chiloé, una serie de islas al sur de Chile con un rico pasado de mitología chilota, en aquel lugar que estaba dominado por los chonos.

## Reparto
Los intérpretes de la película son los siguientes:
- Héctor Noguera
- Tito Bustamante
- Ximena Rodríguez
- Alicia Fuentes
- Elsa Poblete
- Eduardo Gatti
- Eugenio Morales
- Kioshi Kito
- Mauricio Vega
- Sergio Schmied
- Amparo Noguera
- María Eugenia Barrenechea
- Miguel Ángel Pinto
- César Arredondo
- Lucía Sánchez
- Benancio Soto Comicheo

## Premios

### Festival de Cine Latinoamericano de La Habana
| Año  | Premio                     | Beneficiario        | Resultado |
| ---- | -------------------------- | ------------------- | --------- |
| 1992 | Mejor edición              | Fernando Valenzuela | Ganadora  |
| 1992 | Gran Coral - Tercer Premio | Pablo Perelman      | Ganadora  |

### Festival de Cine de Gramado
| Año  | Premio        | Categoría              | Beneficiario   | Resultado |
| ---- | ------------- | ---------------------- | -------------- | --------- |
| 1993 | Golden Kikito | Mejor películas latina | Pablo Perelman | Nominada  |